# Seznam setkání Bilderbergu
Toto je seznam setkání Bilderbergu.
[potřebuje aktualizovat]

## Seznam
| #  | Datum                          | Stát                               | Město                    | Budova                                                     |
| -- | ------------------------------ | ---------------------------------- | ------------------------ | ---------------------------------------------------------- |
| 1  | 1954 (29. – 31. květen)        | Nizozemsko                         | Oosterbeek               | Hotel de Bilderberg                                        |
| 2  | 1955 (18. – 20. březen)        | Francie                            | Barbizon                 | Hotellerie Du Bas-Breau                                    |
| 3  | 1955 (23. – 25. září)          | Západní Německo                    | Garmisch-Partenkirchen   | Grand Hotel Sonnenbichl                                    |
| 4  | 1956 (11. – 13. květen)        | Dánsko                             | Fredensborg              | Hotel Store Kro                                            |
| 5  | 1957 (15. – 17. únor)          | Spojené státy americké, Georgie    | St. Simons Island        | King and Prince Hotel                                      |
| 6  | 1957 (4. – 6. říjen)           | Itálie                             | Fieggi                   | Grand Hotel Palazzo della Fonte                            |
| 7  | 1958 (13. – 15. září)          | Spojené království                 | Buxton                   | Palace Hotel                                               |
| 8  | 1959 (18. – 20. září)          | Turecko                            | Istanbul, Yeşilköy       | Çinar Hotel                                                |
| 9  | 1960 (28. – 29. května)        | Švýcarsko, Nidwalden               | Bürgenstock              | Palace Hotel                                               |
| 10 | 1961 (21. – 23. duben)         | Kanada, Québec                     | Lac-Beauport             | Manoir St. Castin                                          |
| 11 | 1962 (18. – 20. května)        | Švédsko                            | Saltsjöbaden             | Grand Hotel Saltsjöbaden                                   |
| 12 | 1963 (29. – 31. května)        | Francie                            | Cannes                   | Hotel Martinez                                             |
| 13 | 1964 (20. – 22. března)        | Spojené státy americké, Virginie   | Williamsburg             |                                                            |
| 14 | 1965 (2. – 4. dubna)           | Itálie                             | Cernobbio                | Villa d'Este                                               |
| 15 | 1966 (25. – 27. březen)        | Západní Německo                    | Wiesbaden                | Nassauer Hof Hotel Wiesbaden                               |
| 16 | 1967 (31. březen – 2. duben)   | Spojené království                 | Cambridge                |                                                            |
| 17 | 1968 (26. – 28. duben)         | Kanada, Québec                     | Mont-Tremblant           |                                                            |
| 18 | 1969 (9. – 11. květen)         | Dánsko                             | Helsingør                | Hotel Marienlyst                                           |
| 19 | 1970 (17. – 19. duben)         | Švýcarsko                          | Bad Ragaz                | Grand Hotel Quellenhof                                     |
| 20 | 1971 (23. – 25. duben)         | Spojené státy americké, Vermont    | Woodstock                | Woodstock Inn                                              |
| 21 | 1972 (21. – 23. duben)         | Belgie                             | Knokke                   | La Reserve du Knokke-Heist                                 |
| 22 | 1973 (11. – 13. květen)        | Švédsko                            | Saltsjäbaden             | Grand Hotel Saltsjöbaden                                   |
| 23 | 1974 (19. – 21. duben)         | Francie                            | Megève                   | Hotel Mont d'Arbois                                        |
| 24 | 1975 (22. – 24. duben)         | Turecko                            | Çeşme, Izmir             | Golden Dolphin Hotel                                       |
| 25 | 1977 (22. – 24. duben)         | Spojené království                 | Torquay                  | Paramount Imperial Hotel                                   |
| 26 | 1978 (21. – 23. duben)         | Spojené státy americké, New Jersey | Princeton                | Chauncey Conference Center                                 |
| 27 | 1979 (27. – 29. duben)         | Rakousko                           | Baden bei Wien           | Grand Hotel Sauerhof                                       |
| 28 | 1980 (18. – 20. duben)         | Západní Německo                    | Aachen                   | Dorint Sofitel Quellenhof Aachen                           |
| 29 | 1981 (15. – 17. květen)        | Švýcarsko, Nidwalden               | Bürgenstock              | Palace Hotel                                               |
| 30 | 1982 (14. – 16. květen)        | Norsko                             | Sandefjord               | Rica Park Hotel Sandefjord                                 |
| 31 | 1983 (13. – 15. květen)        | Kanada, Québec                     | Montebello               | Château Montebello                                         |
| 32 | 1984 (11. – 13. květen)        | Švédsko                            | Saltsjöbaden             | Grand Hotel Saltsjöbaden                                   |
| 33 | 1985 (10. – 12. květen)        | Spojené státy americké, New York   | Rye Brook                | Doral Arrowwood Hotel                                      |
| 34 | 1986 (25. – 27. duben)         | Spojené království                 | Auchterarder, Gleneagles | Gleneagles Hotel                                           |
| 35 | 1987 (24. – 26. duben)         | Itálie                             | Cernobbio                | Villa d'Este                                               |
| 36 | 1988 (3. – 5. červen)          | Rakousko                           | Telfs-Buchen             | Interalpen-Hotel Tyrol                                     |
| 37 | 1989 (12. – 14. květen)        | Španělsko                          | Isla de La Toja          | Gran Hotel de La Toja                                      |
| 38 | 1990 (11. – 13. květen)        | Spojené státy americké, New York   | Glen Cove                | Harrison Conference Center                                 |
| 39 | 1991 (6. – 9. červen)          | Německo                            | Bühl, Baden-Baden        | Steigenberger Badischer Hof Hotel, Schlosshotel Bühlerhöhe |
| 40 | 1992 (21. – 24. květen)        | Francie                            | Évian-les-Bains          | Royal Club Evian Hotel, Ermitage Hotel                     |
| 41 | 1993 (22. – 25. duben)         | Řecko                              | Vouliagmeni              | Nafsika Astir Palace Hotel                                 |
| 42 | 1994 (2. – 5. červen)          | Finsko                             | Helsinki                 | Kalastajatorppa Hotel                                      |
| 43 | 1995 (8. – 11. červen)         | Švýcarsko, Nidwalden               | Bürgenstock              | Palace Hotel                                               |
| 44 | 1996 (30. květen – 2. červen)  | Kanada, Ontario                    | King City                | CIBC Leadership Centre, The Kingbridge Centre              |
| 45 | 1997 (12. – 15. červen)        | Spojené státy americké, Georgie    | Lake Lanier              | Pine Isle Resort                                           |
| 46 | 1998 (14. – 17. květen)        | Spojené království                 | Turnberry                | Turnberry Hotel                                            |
| 47 | 1999 (3. – 6. červen)          | Portugalsko                        | Sintra                   | Caesar Park Hotel Penha Longa                              |
| 48 | 2000 (1. – 4. červen)          | Belgie, Bruselský region           | Genval                   | Chateau du Lac Hotel                                       |
| 49 | 2001 (24. – 27. červen)        | Švédsko                            | Stenungsund              | Hotel Stenungsbaden                                        |
| 50 | 2002 (30. květen – 2. červen)  | Spojené státy americké, Virginie   | Chantilly                | Westfields Marriott                                        |
| 51 | 2003 (15. – 18. květen)        | Francie                            | Versailles               | Trianon Palace Hotel                                       |
| 52 | 2004 (3. – 6. červen)          | Itálie                             | Stresa                   | Grand Hotel des Iles Borromees                             |
| 53 | 2005 (5. – 8. květen)          | Německo                            | Rottach-Egern            | Dorint Sofitel Seehotel Überfahrt                          |
| 54 | 2006 (8. – 11. červen)         | Kanada, Ontario                    | Ottawa, Kanata           | Brookstreet Hotel                                          |
| 55 | 2007 (31. květen – 3. červen)  | Turecko                            | Istanbul, Şişli          | Ritz-Carlton Hotel                                         |
| 56 | 2008 (5. – 8. červen)          | Spojené státy americké, Virginie   | Chantilly                | Westfields Marriott                                        |
| 57 | 2009 (14. – 16. květen)        | Řecko                              | Athény                   | Astir Palace Resort                                        |
| 58 | 2010 (4. – 6. červen)          | Španělsko                          | Sitges                   | Hotel Dolce                                                |
| 59 | 2011 (9. – 12. červen)         | Švýcarsko                          | St. Moritz               | Suvretta House                                             |
| 60 | 2012 (31. květen – 3. červen)  | Spojené státy americké, Virginie   | Chantilly                | Westfields Marriott                                        |
| 61 | 2013 (6. červen – 9. červen)   | Spojené království                 | Watford                  | The Grove Hotel                                            |
| 62 | 2014 (29. květen – 1. červen)  | Dánsko                             | Kodaň                    | Copenhagen Marriott Hotel                                  |
| 63 | 2015 (11. června – 14. června) | Rakousko                           | Telfs                    | Interalpen-Hotel Tyrol                                     |
| 64 | 2016 (9. června – 12. června)  | Německo                            | Drážďany                 | Taschenbergpalais                                          |
| 65 | 2017 (1. června – 4. června)   | Spojené státy americké, Virginie   | Chantilly                | Westfields Marriott                                        |
| 66 | 2018 (7. června – 10. června)  | Itálie                             | Turín                    | NH Torino Lingotto Congress                                |
| 67 | 2019 (30. květen – 2. červen)  | Švýcarsko                          | Montreux                 | Hotel Montreux Palace                                      |